# Safeway
Safeway Inc. (NYSE: SWY), una delle aziende nella lista Fortune 500, è la seconda più grande catena di supermercati in Nord America dopo Kroger Co. con 1694 negozi (dicembre 2010) situati negli Stati Uniti centrali e occidentali e nel Canada Occidentale.
La società ha sede a Pleasanton in California.
Nell'anno fiscale 2010 ha stimato vendite per 41 miliardi di dollari americani.
Safeway è l'11° catena di negozi al dettaglio degli Stati Uniti.
Fu fondata nel 1905 ad American Falls, Idaho.